# Rhynchitomacer fuscus
Rhynchitomacer fuscus là một loài bọ cánh cứng trong họ Nemonychidae. Loài này được Kuschel miêu tả khoa học đầu tiên năm 1954.